# Puchar Włoch w koszykówce mężczyzn
Puchar Włoch w koszykówce mężczyzn (wł. Coppa Italiana di Pallacanestro) – cykliczne krajowe rozgrywki sportowe, prowadzone systemem pucharowym, organizowane corocznie (co sezon) przez Włoską Federację Koszykówki dla włoskich męskich klubów koszykarskich. Drugie – po mistrzostwach Włoch – rozgrywki w hierarchii ważności, we włoskiej koszykówce. W latach 1974–1983 nie rozgrywano turnieju o Puchar Włoch.

## Zwycięzcy
- 1967-68 Partenope Neapol
- 1968-69 Varese
- 1969-70 Varese
- 1970-71 Varese
- 1971-72 Olimpia Mediolan
- 1972-73 Varese
- 1973-74 Virtus Bolonia
- 1974-83 nie rozegrano
- 1983-84 Virtus Bolonia
- 1984-85 Victoria Libertas Pesaro
- 1985-86 Olimpia Mediolan
- 1986-87 Olimpia Mediolan
- 1987-88 Juventus Caserta
- 1988-89 Virtus Bolonia
- 1989-90 Virtus Bolonia
- 1990-91 Scaligera Verona
- 1991-92 Victoria Libertas Pesaro
- 1992-93 Treviso
- 1993-94 Treviso
- 1994-95 Treviso
- 1995-96 Olimpia Mediolan
- 1996-97 Virtus Bolonia
- 1997-98 Fortitudo Bolonia
- 1998-99 Virtus Bolonia
- 1999-00 Treviso
- 2000-01 Virtus Bolonia
- 2001-02 Virtus Bolonia
- 2002-03 Treviso
- 2003-04 Treviso
- 2004-05 Treviso
- 2005-06 Napoli
- 2006-07 Treviso
- 2007-08 Felice Scandone
- 2008-09 Mens Sana
- 2009-10 Mens Sana
- 2010-11 Mens Sana
- 2011-12 Mens Sana
- 2012-13 Mens Sana
- 2013-14 Dinamo Sassari
- 2014-15 Dinamo Sassari
- 2015-16 Olimpia Mediolan

## Finały
|                        |                                        |                                      | Final                    | Final                                | Final                 |  | MVP |
| Rok                    | Gospodarz                              | Mistrz                               | Wynik                    | Wicemistrz                           |                       |  |     |
| 1967–68                | PalaDozza, Bolonia                     | (Ignis Sud) Partenope Neapol         | 93–68                    | (Cassera) Fortitudo Bolonia          |                       |  |     |
| 1968–69                | Palazzo dello Sport, Rzym              | (Ignis) Varese                       | 73–72                    | (Fides) Partenope Neapol             |                       |  |     |
| 1969–70                | Palazzo dello Sport, Rzym              | (Ignis) Varese                       | 74–66                    | (Simmenthal) Olimpia Mediolan        |                       |  |     |
| 1970–71                | PalaBarsacchi, Viareggio               | (Ignis) Varese                       | 83–60                    | (Fides) Partenope Neapol             |                       |  |     |
| 1971–72                | PalaRuffini, Turyn                     | (Simmenthal) Olimpia Mediolan        | 81–77                    | (Ignis) Varese                       |                       |  |     |
| 1972–73                | Pala E.I.B., Brescia                   | (Ignis) Varese                       | 94–65                    | (Saclà) Auxilium Turyn               |                       |  |     |
| 1973–74                | PalaLaghetto, Vicenza                  | (Norda) Virtus Bolonia               | 90–74                    | (Rino Snaidero) Amatori Udine        |                       |  |     |
| 1974–83 nie rozgrywano | –                                      |                                      | –                        |                                      |                       |  |     |
| 1983–84                | PalaDozza, Bolonia                     | (Granarolo) Virtus Bolonia           | 80–78                    | (Indesit) Juventus Caserta           |                       |  |     |
| 1984–85                | PalaIgnis, Varese & Palasport, Pesaro  | (Scavolini) Victoria Libertas Pesaro | 186–184 (77–91 / 109–93) | (Ciaocrem) Varese                    |                       |  |     |
| 1985–86                | PalaDozza, Bolonia                     | (Simac) Olimpia Mediolan             | 102–92                   | (Scavolini) Victoria Libertas Pesaro |                       |  |     |
| 1986–87                | PalaDozza, Bolonia                     | (Tracer) Olimpia Mediolan            | 95–93                    | (Scavolini) Victoria Libertas Pesaro |                       |  |     |
| 1987–88                | PalaDozza, Bolonia                     | (Snaidero) Juventus Caserta          | 113–100                  | (Divarese) Varése                    |                       |  |     |
| 1988–89                | PalaDozza, Bolonia                     | (Knorr) Virtus Bolonia               | 96–93                    | (Snaidero) Juventus Caserta          |                       |  |     |
| 1989–90                | PalaGalassi, Forlì                     | (Knorr) Virtus Bolonia               | 94–83                    | (il Messaggero) Virtus Rzym          |                       |  |     |
| 1990–91                | PalaDozza, Bolonia                     | (Glaxo) Scaligera Verona             | 97–85                    | (Philips) Olimpia Mediolan           |                       |  |     |
| 1991–92                | PalaGalassi, Forlì                     | (Scavolini) Victoria Libertas Pesaro | 95–92                    | (Benetton) Treviso                   |                       |  |     |
| 1992–93                | PalaGalassi, Forlì                     | (Benetton) Treviso                   | 75–73                    | (Knorr) Virtus Bolonia               |                       |  |     |
| 1993–94                | PalaMalaguti, Casalecchio di Reno      | (Benetton) Treviso                   | 78–61                    | (Glaxo) Scaligera Verona             | Davide Bonora         |  |     |
| 1994–95                | PalaMalaguti, Casalecchio di Reno      | (Benetton) Treviso                   | 81–77                    | (illycaffè) Trieste                  | Orlando Woolridge     |  |     |
| 1995–96                | Fila Forum, Assago                     | (Stefanel) Olimpia Mediolan          | 90–72                    | (Mash Jeans) Scaligera Verona        | Rolando Blackman      |  |     |
| 1996–97                | PalaMalaguti, Casalecchio di Reno      | (Kinder) Virtus Bolonia              | 75–67                    | (Polti) Cantù                        | Bane Prelević         |  |     |
| 1997–98                | PalaMalaguti, Casalecchio di Reno      | (Teamsystem) Fortitudo Bolonia       | 73–55                    | (Benetton) Treviso                   | Carlton Myers         |  |     |
| 1998–99                | PalaMalaguti, Casalecchio di Reno      | (Kinder) Virtus Bolonia              | 65–63                    | (Roosters) Varese                    | Alessando Frosini     |  |     |
| 1999–00                | PalaPentimele, Reggio di Calabria      | (Benetton) Treviso                   | 78–59                    | (Kinder) Virtus Bolonia              | Denis Marconato       |  |     |
| 2000–01                | PalaGalassi, Forlì                     | (Kinder) Virtus Bolonia              | 83–58                    | (Scavolini) Victoria Libertas Pesaro | Rashard Griffith      |  |     |
| 2001–02                | PalaGalassi, Forlì                     | (Kinder) Virtus Bolonia              | 79–77                    | (Montepaschi) Mens Sana              | Manu Ginóbili         |  |     |
| 2002–03                | PalaGalassi, Forlì                     | (Benetton) Treviso                   | 86–77                    | (Oregon Scientific) Cantù            | Tyus Edney            |  |     |
| 2003–04                | PalaGalassi, Forlì                     | (Benetton) Treviso                   | 85–76                    | (Scavolini) Victoria Libertas Pesaro | Jorge Garbajosa       |  |     |
| 2004–05                | PalaGalassi, Forlì                     | (Benetton) Treviso                   | 74–64                    | (Bipop Carire) Reggiana              | Massimo Bulleri       |  |     |
| 2005–06                | PalaGalassi, Forlì                     | (Carpisa) Neapol                     | 85–83                    | (Lottomatica) Virtus Rzym            | David Hawkins         |  |     |
| 2006–07                | Futurshow Station, Casalecchio di Reno | (Benetton) Treviso                   | 67–65                    | (VidiVici) Virtus Bolonia            | Spencer Nelson        |  |     |
| 2007–08                | Futurshow Station, Casalecchio di Reno | (A.IR.) Felice Scandone              | 73–67                    | (La Fortezza) Virtus Bolonia         | Devin Smith           |  |     |
| 2008–09                | Futurshow Station, Casalecchio di Reno | (Montepaschi) Mens Sana              | 70–69                    | (La Fortezza) Virtus Bolonia         | Shaun Stonerook       |  |     |
| 2009–10                | PalaDelMauro, Avellino                 | (Montepaschi) Mens Sana              | 83–75                    | (Canadian Solar) Virtus Bolonia      | Shaun Stonerook (2)   |  |     |
| 2010–11                | Palasport Olimpico, Turyn              | (Montepaschi) Mens Sana              | 79–72                    | (Bennet) Cantù                       | Krzysztof Ławrynowicz |  |     |
| 2011–12                | Palasport Olimpico, Turyn              | (Montepaschi) Mens Sana              | 88–71                    | (Bennet) Cantù                       | David Andersen        |  |     |
| 2012–13                | Mediolanum Forum, Assago               | (Montepaschi) Mens Sana              | 77–74                    | (Cimberio) Varese                    | Daniel Hackett        |  |     |
| 2013–14                | Mediolanum Forum, Assago               | (Banco di Sardegna) Dinamo Sassari   | 80–73                    | (Montepaschi) Mens Sana              | Travis Diener         |  |     |
| 2014–15                | PalaDesio, Desio                       | (Banco di Sardegna) Dinamo Sassari   | 101–94                   | (EA7) Olimpia Mediolan               | David Logan           |  |     |
| 2015–16                | Mediolanum Forum, Assago               | (EA7) Olimpia Mediolan               | 82–76                    | (Sidigas) Felice Scandone            | Rakim Sanders         |  |     |

## Tytuły według klubu
| Miejsce | Klub                     | Zwycięzca | 2. miejsce | Zwycięskie lata                                |
| ------- | ------------------------ | --------- | ---------- | ---------------------------------------------- |
| 1.      | Virtus Bolonia           | 8         | 6          | 1974, 1984, 1989, 1990, 1997, 1999, 2001, 2002 |
| 2.      | Treviso                  | 8         | 2          | 1993, 1994, 1995, 2000, 2003, 2004, 2005, 2007 |
| 3.      | Mens Sana                | 5         | 1          | 2009, 2010, 2011, 2012, 2013                   |
| 4.      | Olimpia Mediolan         | 5         | 2          | 1972, 1986, 1987, 1996, 2016                   |
| 5.      | Varese                   | 4         | 5          | 1969, 1970, 1971, 1973                         |
| 6.      | Victoria Libertas Pesaro | 2         | 4          | 1985, 1992                                     |
| 7.      | Dinamo Sassari           | 2         | -          | 2014, 2015                                     |
| 8.      | Partenope Neapol         | 1         | 2          | 1968                                           |
| 9.      | Juvecaserta              | 1         | 2          | 1988                                           |
| 10.     | Scaligera Verona         | 1         | 2          | 1991                                           |
| 11.     | Fortitudo Bolonia        | 1         | 1          | 1998                                           |
| 12.     | Felice Scandone          | 1         | 1          | 2008                                           |
| 13.     | Neapol                   | 1         | -          | 2006                                           |
| 14.     | Cantù                    | -         | 4          |                                                |
| 15.     | Virtus Rzym              | -         | 2          |                                                |
| 16.     | Auxilium Turyn           | -         | 1          |                                                |
| 17.     | Amatori Udine            | -         | 1          |                                                |
| 18.     | Trieste                  | -         | 1          |                                                |
| 19.     | Reggiana                 | -         | 1          |                                                |